# Amphidelus elegans
Amphidelus elegans is een rondwormensoort uit de familie van de Alaimidae. De wetenschappelijke naam van de soort is voor het eerst geldig gepubliceerd in 1921 door de Man.